# Atribuição (psicologia)
Teoria da Atribuição é uma teoria da Psicologia Social que disserta sobre as maneiras pelas quais as pessoas explicam (ou atribuem) o comportamento de outros, ou delas mesmas, com fatores externos. Ela explora como indivíduos "atribuem" causas para eventos e como essa percepção cognitiva afeta a utilidade dos indivíduos em uma organização. Foi desenvolvida por Fritz Heider, Harold Kelley, Edward E. Jones, e Lee Ross. A atribuição de causalidade acontece por que necessitamos viver num mundo estável e previsível para fins de sobrevivência, segurança, previsibilidade de comportamentos, etc. Essa teoria também nos mostra como podemos muitas vezes nos utilizarmos de vieses cognitivos e heurísticas, podendo gerar pré-conceitos e erros de julgamento.

## Surgimento
O psicólogo gestaltista Fritz Heider é frequentemente descrito como o "pai da teoria da atribuição" por conta de seus estudos na primeira metade do século XX. A partir da perspectiva do gestaltismo é que essa ideia foi desenvolvida. Posteriormente, a Psicologia Cognitiva, influenciada pela Gestalt, abordagem que dá ênfase na percepção, teve grande importância sobre a Psicologia Social.
Em 1920, na sua tese de doutorado Heider abordou o seguinte problema fenomenológico: por que observadores atribuem determinadas propriedades aos objetos, quando essas propriedades são meramente construções formadas na própria mente? A resposta de Heider é que percebedores atribuem àquilo que eles percebem sensorialmente de forma "direta"; atribuindo essas percepções a vibrações no ar ou iluminação, por exemplo, como causadores daquela experiência sensorial. Ele afirma: "Observadores humanos, quando expostos à dados sensoriais tendem a ver o objeto percebido como vindo de fora deles mesmos, por que eles atribuem os dados sensoriais percebidos às causas subjacentes no mundo."
Heider estendeu essa ideia sobre a percepção atributiva inata de causalidade outros seres humanos: "aos seus motivos, intenções, sentimentos... os processos centrais que se demonstram em comportamentos manifestos e observáveis."

## Tipos de Atribuição Causal

### Atribuição Externa
A atribuição externa, também chamada de atribuição situacional, refere-se à interpretação do comportamento de alguém baseada na situação em que o indivíduo se encontra. Por exemplo, se uma pessoa dirige o carro de uma forma imprudente e isso resulta em um pneu rasgado, a pessoa vai tender a atribuir essa situação a algum buraco; fazer atribuições e reclamações em relação às "péssimas condições da estrada", assim ela reduz o desconforto de ter que admitir que o rasgo no pneu foi na verdade o resultado da sua imprudência no volante. A atribuição de causalidade externa ou situacional pode ser feita também em relação a outras pessoas, como por exemplo um funcionário chega atrasado numa empresa e seu chefe releva e faz uma atribuição situacional, pois houve algum acidente grande que provocou um engarrafamento, mesmo se esse funcionário tenha usado o engarrafamento como desculpa. 

### Atribuição Interna
É o processo inverso do anterior. É o processo de atribuir a causa de determinado acontecimento a alguma característica interna ou disposicional, sua ou de outra pessoa, ou seja relacionar com a disposição interna do indivíduo em questão. Como por exemplo, alguma pessoa se culpar por não ter se saído bem em um exame, apesar de ter estudado suficientemente, quando na verdade a deficiência de seu desempenho se deu por que o vizinho ter passado a noite inteira com som alto, o que interferiu na qualidade do sono dessa pessoa e consequentemente seu desempenho no exame.
Bernard Weiner propôs alguns elementos à teoria: locus, estabilidade e controle.

### Locusde causalidade
O primeiro, Locus de causalidade, é a localização da causa - interna (disposicional) ou externa (situacional) à pessoa. Está bastante relacionado aos sentimentos de autoestima. O sucesso ou falha é atribuído a fatores internos: sucesso levará ao orgulho e motivação aumentada, enquanto falha diminuirá a autoestima.

### Estabilidade
A estabilidade é a probabilidade da causa se manter a mesma no futuro próximo, ou mudar. Está relacionada às expectativas sobre o futuro. Por exemplo, se um estudante atribui sua falha a fatores estáveis, como, por exemplo, a dificuldade da matéria, ele esperará falhar naquela matéria no futuro.

### Controlabilidade
Controlabilidade é a possibilidade da pessoa controlar a causa do que ocorre. Está relacionado a ambições, como raiva, piedade, gratidão ou vergonha. Se o indivíduo se sente responsável por suas falhas, sente culpa; se se sente responsável por seu sucessos, sente orgulho. Falhar, porém, em uma tarefa que não controla pode levar à vergonha ou à raiva.

## Teoria da Covariação
A teoria da Covariação, desenvolvida por Harold Kelley, examina como as pessoas decidem se a atribuição a ser feita será interna ou externa. A teoria divide as maneiras pelas quais as pessoas atribuem causas em dois tipos:
- Atribuição externa ou situational: atribui causalidade a um fator externo, como, por exemplo, o clima.
- Atribuição interna ou disposicional: atribui causalidade a fatores internos à pessoa, como sua própria inteligência ou outras variáveis que fazem o indivíduo responsável pelo evento.